# 更始 (西秦)
更始（こうし）は、五胡十六国時代、西秦の君主乞伏乾帰の治世で使用された元号。409年7月 - 412年8月。

## 西暦・干支との対照表
| 更始 | 元年  | 2年   | 3年   | 4年   |
| 西暦 | 409年 | 410年 | 411年 | 412年 |
| 干支 | 己酉  | 庚戌  | 辛亥  | 壬子  |